# Biskupi mukaczewscy
Biskupi mukaczewscy – biskupi diecezjalni administratury apostolskiej Zakarpacia, a od 2002 diecezji mukaczewskiej.

## Biskupi

### Biskupi diecezjalni
| Lata urzędowania | Biskup | Biskup              | Uwagi                                                                                          |
| ---------------- | ------ | ------------------- | ---------------------------------------------------------------------------------------------- |
|                  |        | Antonio Franco      | administrator apostolski Zakarpacia w latach 1993–1997                                         |
| 2002–2022        |        | Antal Majnek        | administrator apostolski Zakarpacia w latach 1993–2002, od 2002 biskup diecezjalny mukaczewski |
| od 2023          |        | Mykoła Petro Łuczok |                                                                                                |

### Biskupi pomocniczy
| Lata urzędowania | Biskup | Biskup              | Uwagi                                       |
| ---------------- | ------ | ------------------- | ------------------------------------------- |
| 2019–2023        |        | Mykoła Petro Łuczok | administrator apostolski w latach 2022–2023 |